# 巴特沃梅伊·托姆恰克
巴特沃梅伊·托姆恰克（波蘭語：Bartłomiej Tomczak，1985年9月7日—），生于大波兰地区奥斯特鲁夫，波兰男子手球运动员。他曾代表波兰国家队参加2011年世界男子手球锦标赛，获得第8名。